# Tribolodon hakonensis
Espèce
Tribolodon hakonensis est une espèce de poissons de la famille des Cyprinidés du genre Tribolodon.

## Noms vernaculaires
- Big-scaled redfin ou Japanese dace, dans le monde anglophone
- Ugui, au Japon
- Hwangeo, en Corée du Sud

## Répartition
Tribolodon hakonensis peuple les cours d'eau et les lacs de Chine, du Japon et de Corée du Sud.

## Synonymie
- Tribolodon hakuensis
- Leuciscus hakuensis
- Leuciscus hakonensis